# Abaclia
Abaclia es una comuna y localidad de Moldavia en el distrito (raión) de Basarabeasca.
Fue fundada en la segunda mitad del siglo XVII. El topónimo, de origen túrquico, era inicialmente "Abaclîdjaba (Абаклыджаба)", que podría traducirse como "fábrica de ropa", ya que los habitantes iniciales del lugar se dedicaban a vender grandes cantidades de lana en los alrededores. Hasta el siglo XIX era una localidad donde la mayoría de la población era de etnia túrquica.

## Geografía
Se encuentra a una altitud de 61 m s. n. m. a 88 km de la capital nacional, Chisináu y en la periferia septentrional de la capital distrital Basarabeasca, de la cual actualmente Abaclia es en la práctica un barrio, a lo largo de la carretera R3 y junto a la frontera con Ucrania.

## Demografía
En el censo 2014 el total de población de la localidad fue de 4 660 habitantes.